# St. Marien (Ahlen)

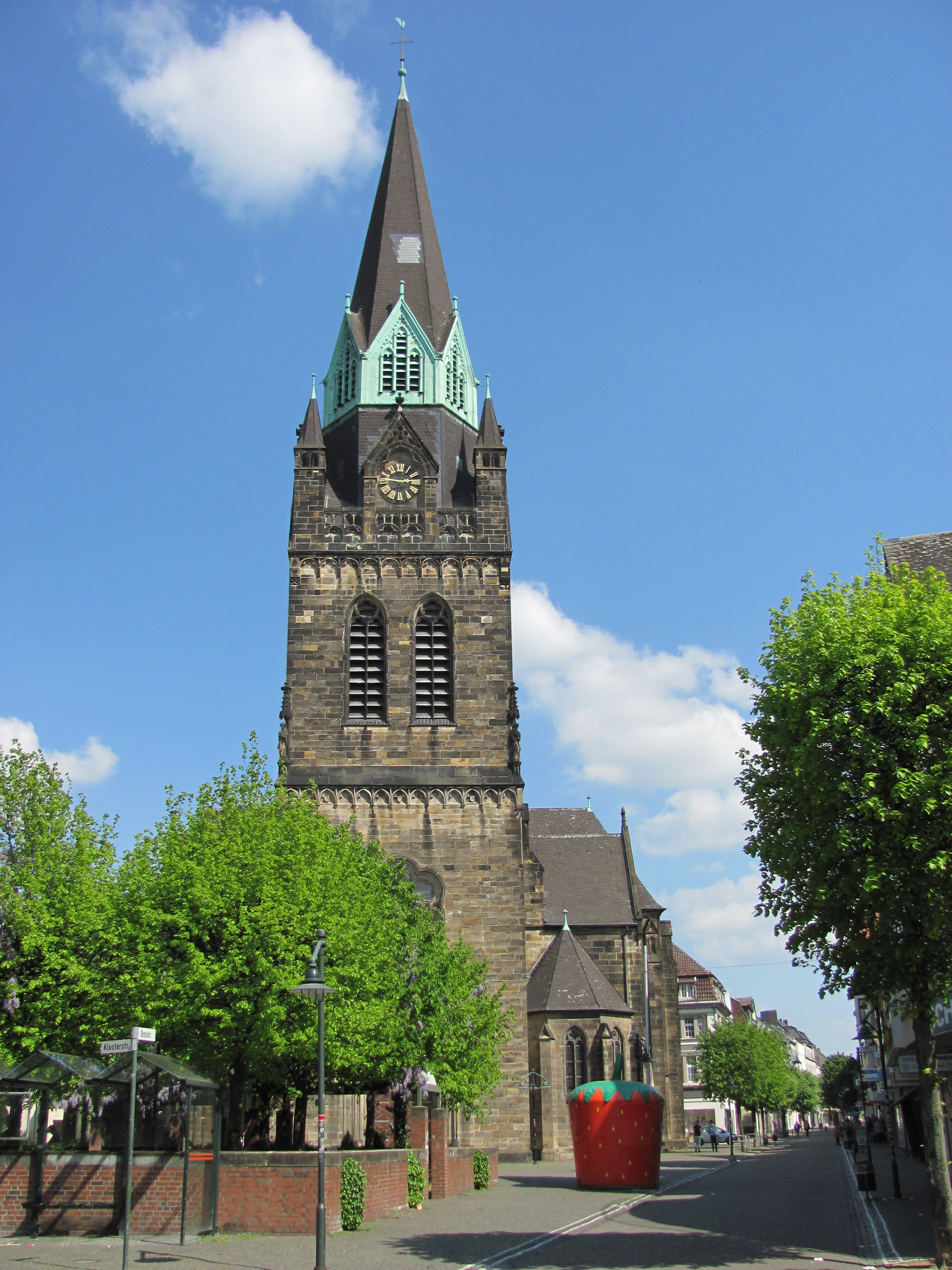
St. Marien

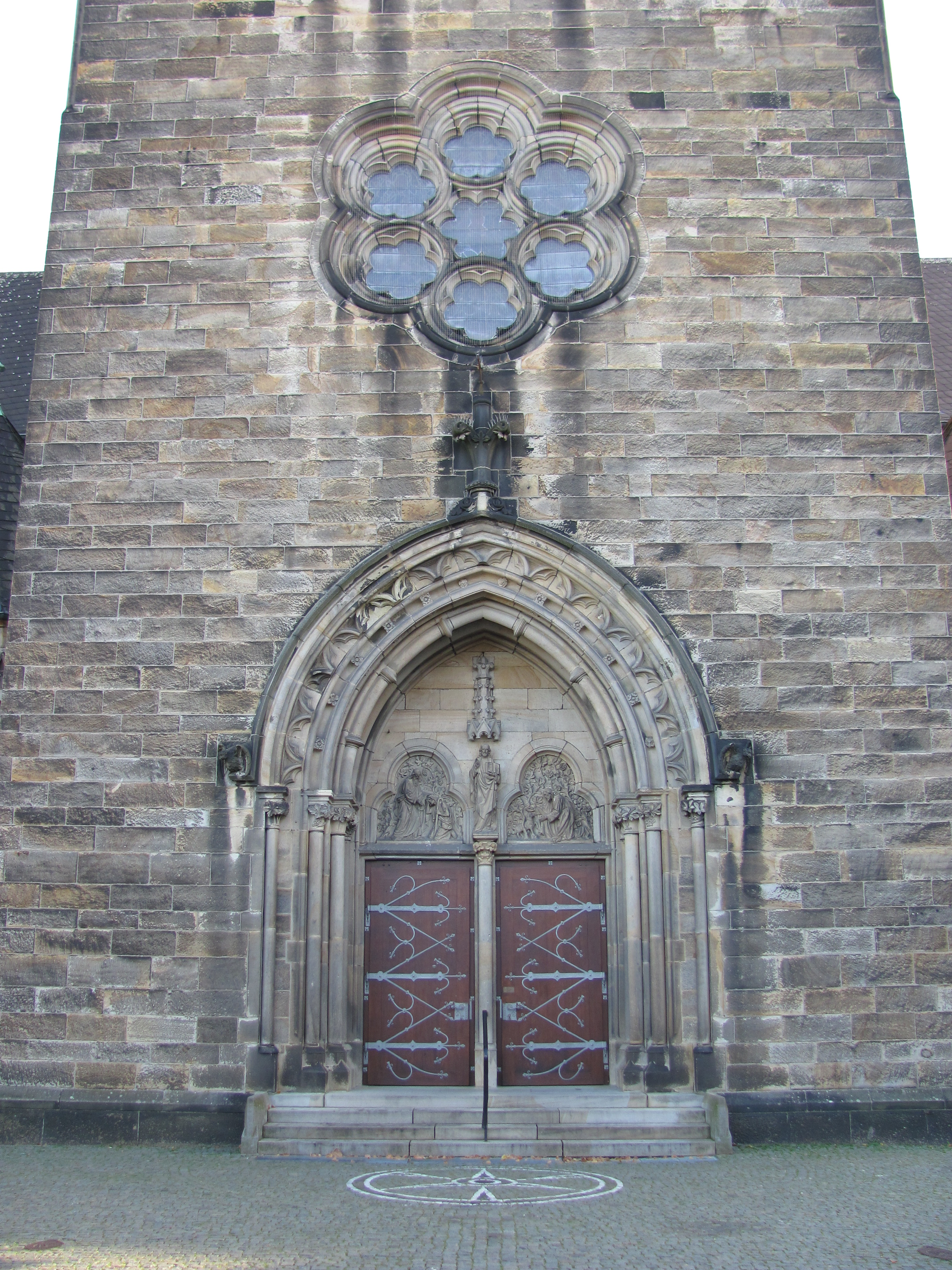
Portal

Die römisch-katholische Filialkirche St. Marien ist ein denkmalgeschütztes Kirchengebäude an der Oststraße in Ahlen, einer Stadt im Kreis Warendorf, Nordrhein-Westfalen. Kirche und Gemeinde gehören zum Dekanat Ahlen-Beckum im Bistum Münster.

## Geschichte
Die sogenannte neue Kirche, eine gotische zweischiffige Hallenkirche aus der Zeit von 1283 bis 1289, wurde von der Bartholomäuskirche abgepfarrt und so wie diese dem Kloster Cappenberg inkorporiert.
Die heutige Kirche wurde von 1902 bis 1904 nach Entwürfen von Ludwig Becker und Wilhelm Sunder-Plassmann errichtet. Sie ist eine mit Sandstein verkleidete, neugotische Staffelhalle mit einem Chor im 5/8-Schluss. Ein ausladendes Querhaus, niedrige Kapellenanbauten und ein monumentaler Westturm ergänzen die Anlage. Ein frühgotisches Portal des Vorgängerbaus fand an der Südseite Wiederverwendung; es wurde stark erneuert. Das Gewände ist tief gestaffelt, die Archivolten wurden mit Blattwerk verziert, das Maßwerktympanon ist von Kleeblattbogen umrahmt, es wird von einem mit Sternenmuster überzogenen Wimperg überfangen. Im Mittelschiff und im Querhaus sind jochübergreifende Rippenfigurationen unter flachen Gewölbekuppeln.

## Ausstattung

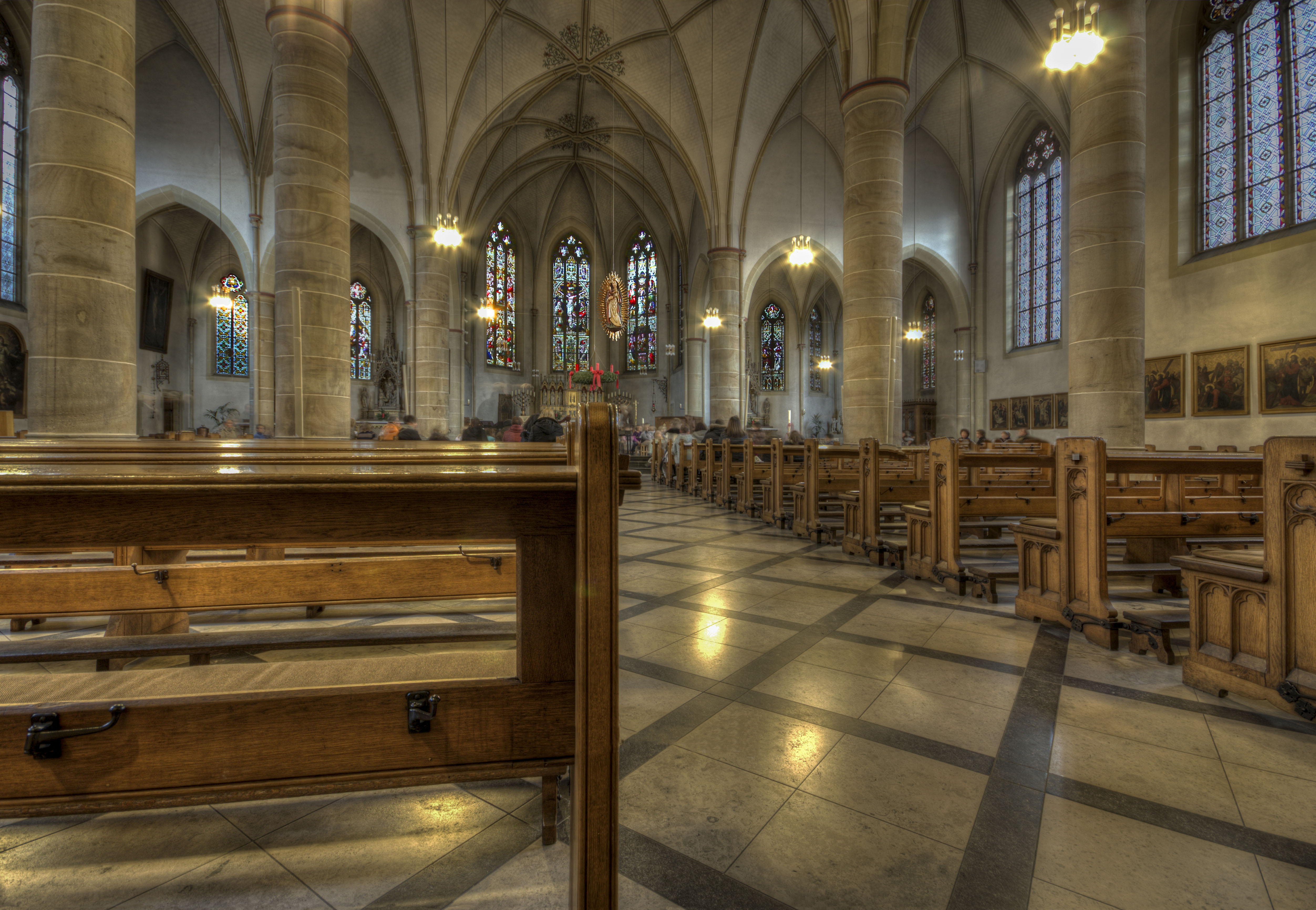
Ahlen St. Marien, Innenansicht

- Der oktogonale Taufstein vom frühen 16. Jahrhundert mit reichem Maßwerkaufbau stammt (aus der Vorgängerkirche), am Fuß befinden sich Holzfiguren aus dem 17. Jahrhundert.
- Doppelmadonna im Strahlenkranz vom frühen 16. Jahrhundert (aus der Vorgängerkirche), sie wurde in späterer Zeit neu gefasst.
- Vortragekreuz aus Holz vom Ende des 14. Jahrhunderts
- vergoldetes Ölgefäß mit Gravuren und Pyramidendach vom Ende des 15. Jahrhunderts[2][3]
- Eine Sakramentsnische aus der Vorgängerkirche vom Anfang des 14. Jahrhunderts wurde 1984 aus Resten zusammengesetzt.
- Großformatige Gemälde vom Anfang des 17. Jahrhunderts zeigen die Geburt und die Kreuzigung Christi sowie die Himmelfahrt Mariens.
- Ein Schmerzensmann zwischen greinenden Putten aus Sandstein von etwa 1630. Die Putten hielten ursprünglich die Arma Christi.[1]

### Orgel
Die Orgel wurde 1970/71 von der Orgelbaufirma Gebrüder Stockmann (Werl) erbaut. Das Schleifladen-Instrument hat 33 Register (2310 Pfeifen) auf drei Manualen und Pedal. Die Trakturen sind mechanisch.
| I Rückpositiv C–g3 |                 |       |
| 1.                 | Rohrflöte       | 8′    |
| 2.                 | Prinzipal       | 4′    |
| 3.                 | Singend Gedackt | 4′    |
| 4.                 | Prinzipal       | 2′    |
| 5.                 | Quinte          | 1 ⁄3′ |
| 6.                 | Zimbel III      |       |
| 7.                 | Holzregal       | 8′    |
|                    | Tremulant       |       |

| II Hauptwerk C–g3 |             |       |
| 8.                | Quintadena  | 16′   |
| 9.                | Prinzipal   | 8′    |
| 10.               | Gemshorn    | 8′    |
| 11.               | Oktave      | 4′    |
| 12.               | Rohrflöte   | 4′    |
| 13.               | Quinte      | 2 ⁄3′ |
| 14.               | Waldflöte   | 2′    |
| 15.               | Mixtur IV–V |       |
| 16.               | Trompete    | 8′    |
|                   | Tremulant   |       |

| III Schwellwerk C–g3 |                      |     |
| 17.                  | Gedackt              | 8′  |
| 18.                  | Weidenpfeife         | 8′  |
| 19.                  | Praestant            | 4′  |
| 20.                  | Blockflöte           | 4′  |
| 21.                  | Sesquialter II 2 ⁄3′ |     |
| 22.                  | Oktave               | 2′  |
| 23.                  | Scharff IV           |     |
| 24.                  | Rohrschalmey         | 8′  |
| 25.                  | Dulzian              | 16′ |

| Pedal C–f1 |                |     |
| 26.        | Prinzipal      | 16′ |
| 27.        | Subbass        | 16′ |
| 28.        | Oktavbass      | 8′  |
| 29.        | Gedacktbass    | 8′  |
| 30.        | Choralbass     | 4′  |
| 31.        | Pedalmixtur IV |     |
| 32.        | Posaune        | 16′ |
| 33.        | Clairon        | 4′  |

- Koppeln: I/II, III/I, III/II, I/P, II/P, III/P

## Glocken
Im Turm der Marienkirche hingen vor dem Ersten Weltkrieg 3 Glocken, von denen im Jahre 1917 zu Kriegszwecken abgeliefert werden mussten. 1920 wurden zwei Eisenglocken angeschafft. Heute hängen im Turm acht Läuteglocken. Mit Ausnahme einer historischen Glocke aus dem Jahr 1689 wurden sie allesamt in den Jahren 1991 bzw. 1999 von der Glockengießerei Gebr. Petit & Edelbrock (Gescher) gegossen. Die Eisenglocken wurden nach Argentinien verschenkt.
| Nr. | Name                   | Gussjahr | Gießer                              | Gewicht (kg) | Durchmesser (mm) | Schlagton (HT-1/16) | Inschrift |
| --- | ---------------------- | -------- | ----------------------------------- | ------------ | ---------------- | ------------------- | --------- |
| 1.  | Augustinus             | 1991     | Petit & Gebr. Edelbrock, Gescher    | 4.010        | 1820             | b0 −1               |           |
| 2.  | Johannes der Täufer    | 1999     | Petit & Gebr. Edelbrock, Gescher    | 1.834        | 1418             | d1 +2               |           |
| 3.  | Maria                  | 1999     | Petit & Gebr. Edelbrock, Gescher    | 1.024        | 1174             | f1 +0               |           |
| 4.  | Messglocke             | 1689     | vermutlich von Gottfried de la Paix | 470          | 935              | g1 +0               |           |
| 5.  | Salve Regina           | 1999     | Petit & Gebr. Edelbrock, Gescher    | 168          | 620              | f2 +2               |           |
| 6.  | Ave Regina             | 1999     | Petit & Gebr. Edelbrock, Gescher    | 119          | 556              | g2 +3               |           |
| 7.  | Alma Redemptoris mater | 1999     | Petit & Gebr. Edelbrock, Gescher    | 83           | 480              | b2 +3               |           |
| 8.  | Regina Caeli           | 1999     | Petit & Gebr. Edelbrock, Gescher    | 58           | 411              | d3 +4               |           |

## Stolperstein
Am 29. Januar 2021 wurde vor dem Portal ein Stolperstein für Andreas Grüter verlegt, dessen Inschrift Hier predigte Andreas Grüter Jg. 1898 im christlichen Widerstand verhaftet 1939 Gefängnis Bochum entlassen 1941 ist.